# Olmenweg

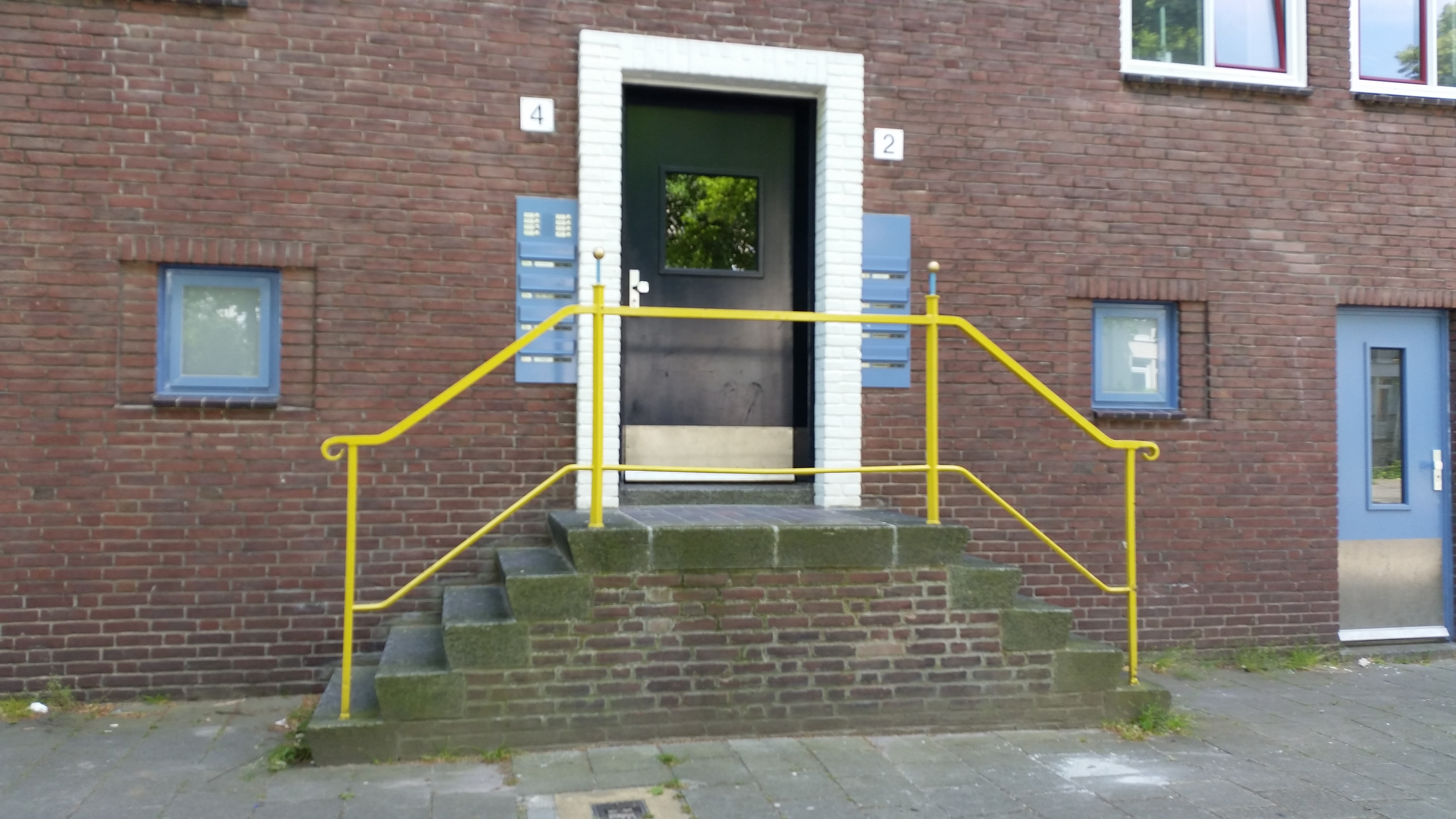
Portiek Olmenweg 2-4 (mei 2019)

De Olmenweg is een straat in Amsterdam-Oost.

## Geschiedenis en ligging
De straat kreeg per raadsbesluit van 7 juli 1954 haar naam; een vernoeming naar de Iep, in de volksmond ook wel olm (Ulmus) genoemd. Amsterdam kent overigens ook een Iepenweg en Iepenplein, die op nog geen 50 meter liggen. In dezelfde buurt zijn meerdere straten en pleinen vernoemd naar bomen. De weg is nog geen honderd meter lang.
De straat begint in het noorden aan de Vrolikstraat en loopt zuidoostwaarts tot aan de Populierenweg, dan wel het dijklichaam van de spoorverbinding Amsterdam – Utrecht. Ze maakte enige tijd ook deel uit van de Populierenweg.

## Gebouwen
De bebouwing bestaat uit twee laagbouw blokjes met portiekwoningen. Deze twee blokjes behoren tot de zogenaamde Airey-woningen, van prefab-elementen snel te bouwen woningen in tijden van woningnood. Het blok met de huisnummers 2-12 maakt onderdeel uit van dezelfde bebouwing aan de Platanenweg, ze hebben per blokje drie portieken (in dit geval 2-4, 6-8 en 10-12). Het ontwerp is afkomstig van Henri Timo Zwiers en laat op het baksteen na kleurige balkons, ramen en deuren zien. Het oneven blokje met huisnummers 1-7 draagt ook zijn signatuur, al dan niet in samenwerking met collega J.F. Berghoef. Deze flat maakt deel uit van de bebouwing van de Populierenweg en is grijswit. De woningen zijn minstens eenmaal gerenoveerd ter vermindering van tocht en vocht.

## Kunst
Voor kunst in de openbare ruimte is men hier aangewezen op beschilderingen op de flatgebouwen. Bij een van de renovaties is op het oneven blok een schildering aangebracht in allerlei grijstinten. In mei 2019 werden na renovatie van het even blok twee schilderingen aangebracht op de blinde gevels; deze schilderingen maken deel uit van een project van tien muurschilderingen If walls could speak, dat ook op de flats aan de Platanenweg is aangebracht.